# Они поменялись местами
«Они поменялись местами» (англ. Model Behavior) — телефильм Марка Росмэна, выпущенный компанией Disney в 2000 году. Премьерный показ состоялся на американском телеканале ABC в передаче «The Wonderful World of Disney». Главные роли исполнила Мэгги Лоусон, В фильме также снимался Джастин Тимберлейк. Сюжет фильма основан на книге Майкла Левина «Джанин и Алекс, Алекс и Джанин».

## Сюжет
Алекс Барроуз — застенчивая, неуверенная в себе девушка, которая мечтает стать модным дизайнером. На школьной вечеринке она попыталась познакомиться с самым классным парнем школы Эриком Сингером, но тот невольно унизил её фразой «Дай пройти» на глазах у Минди Кейлис, школьной принцессы. Помогая отцу с его бизнесом общественного питания на благотворительном вечере, она встречает Джанин Адамс, известную подростковую модель, которая похожа на неё как две капли воды. Джанин сыта по горло своей матерью-менеджером, превращающей её жизнь в сплошную работу. Джанин и Алекс решают поменяться местами, чтобы Джанин могла пожить жизнью обычной девушки, а заодно помочь Алекс решить её проблемы в школе.
Начав новую жизнь, они обе быстро входят во вкус. Джанин без труда завоёвывает уважение одноклассников своим агрессивным поведением, и Эрик Сингер даже приглашает её на свидание в субботу. Алекс тем временем получает приглашение от Джейсона Шарпа, подросткового модели, про которого ходят слухи, будто он — жених Джанин, и тоже в субботу. Обе пары идут в ресторан «Ле Гурман». Там девушки встречаются в туалете и оказываются шокированы свиданиями друг друга. Джош, брат Алекс, шпионит за сестрой и видит, как Алекс и Джанин меняются местами, да и к тому же снимает их на камеру. Джанин предупреждает Алекс держаться подальше от Джейсона, так как считает его хладнокровным сердцеедом, а Алекс просит Джанин не встречаться с Эриком, так как уверена, что он — парень Минди. Тем не менее, девушки, вопреки советам друг друга, успешно заканчивают свидания и, похоже, влюбляются в своих кавалеров.
Но на этом везение заканчивается. Джанин наказывает учитель, и она снова оказывается объектом издевательств Минди, а позже она проваливает экзамен в колледж моды и дизайна. Алекс во время модного показа случайно рвёт платье и сбивает с ног другую модель, из-за чего модельер Клод Зи расторгает с ней контракт. Джош приходит в дом Джанин и показывает Алекс кассету с видеозаписью замены. Алекс забирает кассету и хочет рассказать всё Джейсону. Она назначает ему встречу около школы и отдаёт ему кассету, прося посмотреть её, однако на прощание Джейсон целует её, и это видит Эрик. В результате оба считают Алекс-Джанин полигамной и разрывают с ней отношения. Рассказав друг другу всё, девушки решают, что поменяться местами было глупой идеей, и возвращаются каждая к своей жизни.
И Алекс, и Джанин, которая надеется ещё раз встретить Эрика, отправляются на осенний бал в школе Алекс. Там же оказываются Эрик и посмотревший видеокассету Джейсон, а позже — родители сбежавшей из-под домашнего ареста Алекс и мать внезапно ушедшей с важной вечеринки Джанин. Алекс и Джанин сталкиваются лицом к лицу на глазах у всех и рассказывают всю правду. Алекс мирится с родителями и становится девушкой Джейсона Шарпа. Мама Джанин просит у неё прощения и предлагает взять отпуск, а Эрик ради неё грубо отвергает Минди. В конце все танцуют и фотографируются для школьного альбома.

## В ролях
- Мэгги Лоусон — Алекс Барроуз, обычная девушка-подросток/Джанин Адамс, топ-модель
- Джастин Тимберлейк — Джейсон Шарп, модель, по слухам — бойфренд Джанин
- Джесси Нильссон — Эрик Сингер, парень из школы Алекс
- Дэниел Кларк — Джош Барроуз, отец Алекс, повар
- Энн Тернбулл — Миссис Барроуз, мать Алекс
- Джим Эйбеле — Тед Барроуз, младший брат Алекс
- Кэти Ли Гриффорд — Дейрдра Адамс, мать и личный агент Джанин, в прошлом — топ-модель
- Коуди Гриффорд — Макс Адамс, младший брат Джанин
- Карен Хайнс — Моник, секретарша Джанин
- Виктория Оливер — Шэрон, подруга Алекс
- Рамона Прингл — Минди Кейлис, самая популярная девушка в школе Алекс
- Майкл Лэмпорт — Клод Зи, модельер
- Вендела Керзбом — камео
- Джейк Стейнфелд — камео

## Саундтрек
- «Here We Go» sung by *NSYNC (JC Chasez and Justin Timberlake)
- «Hello World» Performed by Belle Perez
- «Walking on Sunshine» Performed by Katrina & the Waves
- «Power to the Meek» Performed by Eurythmics
- «Let That Be Enough» Performed by Switchfoot
- «If You Wanna Dance» Performed by Nobody's Angel
- «Ooh La La La» Performed by Nobody’s Angel
- «Wishing on You» Performed by Nobody’s Angel
- «I Can’t Help Myself» Performed by Nobody’s Angel
- «Beautiful Thing» Performed by All Star United